# Décès en décembre 2005
Décès
- 2001
- 2002
- 2003
- 2004
- 2005
- 2006
- 2007
- 2008
- 2009

Pour une information complémentaire, voir la page d'aide.

| Date         | Nom                       | Activités                                                                         | Âge | Source |
| ------------ | ------------------------- | --------------------------------------------------------------------------------- | --- | ------ |
| 1er décembre | Mary Hayley Bell          | actrice britannique                                                               | 94  |        |
| 1er décembre | Jack Colvin               | acteur américain                                                                  | 71  |        |
| 1er décembre | Werner Weber              | auteur suisse                                                                     | 86  |        |
| 2 décembre   | Malik Joyeux              | surfeur français                                                                  | 25  |        |
| 2 décembre   | Muhammad Hamza al-Zubaydi | Premier ministre d'Irak de 1991 à 1993                                            | 67  |        |
| 3 décembre   | Atsuko Tanaka             | artiste contemporaine japonaise                                                   | 73  | (en)   |
| 4 décembre   | Gloria Lasso              | chanteuse franco-espagnole                                                        | 83  |        |
| 5 décembre   | Timothy Selby             | Ancien membre du groupe Les Wannabees                                             | 10  |        |
| 6 décembre   | Charly Gaul               | Coureur cycliste luxembourgeois.                                                  | 73  |        |
| 7 décembre   | Eddy Verstraeten          | Coureur cycliste belge.                                                           | 57  |        |
| 8 décembre   | Maurice Aubert            | géologue français                                                                 | 91  |        |
| 8 décembre   | Pierre Pierrard           | historien français                                                                | 85  |        |
| 9 décembre   | Karim Khodr               | mecanicien emiratiens libanais                                                    | 26  |        |
| 9 décembre   | Robert Sheckley           | auteur de Science-fiction américain                                               | 77  |        |
| 9 décembre   | György Sándor             | pianiste hongrois                                                                 | 93  |        |
| 9 décembre   | Boris Taslitsky           | peintre français                                                                  | 94  |        |
| 10 décembre  | Eugene McCarthy           | ancien sénateur démocrate américain et opposant à la guerre du Viêt Nam           | 89  |        |
| 10 décembre  | Richard Pryor             | acteur et comique américain                                                       | 65  |        |
| 10 décembre  | Jean Thuane               | Footballeur français.                                                             | 80  |        |
| 11 décembre  | François Vercken          | compositeur français                                                              | 77  |        |
| 12 décembre  | Annette Stroyberg         | actrice danoise                                                                   | 67  |        |
| 12 décembre  | Gébrane Tuéni             | journaliste et politicien libanais                                                | 48  |        |
| 15 décembre  | Julián Marías Aguilera    | philosophe espagnol                                                               | 91  |        |
| 16 décembre  | Mohamed Ousfour           | réalisateur marocain                                                              | 80  |        |
| 16 décembre  | John Spencer              | acteur américain                                                                  | 59  |        |
| 17 décembre  | Marc Favreau              | comédien canadien                                                                 | 76  |        |
| 17 décembre  | Jacques Fouroux           | rugbyman français                                                                 | 58  |        |
| 18 décembre  | Pierre Clayette           | peintre, graveur, aquafortiste, lithographe, illustrateur et scénographe français | 75  |        |
| 19 décembre  | Lucette Bousquet          | Professeure de piano française, Juste parmi les nations                           | 99  |        |
| 20 décembre  | Claude Garanjoud          | peintre français                                                                  | 79  |        |
| 20 décembre  | Charles-Noël Martin       | physicien français                                                                | 82  |        |
| 20 décembre  | Óscar López               | Footballeur international colombien                                               | 66  | (es)   |
| 20 décembre  | Alfredo Arango Narváez    | Footballeur international colombien                                               | 60  | (es)   |
| 22 décembre  | Roger Viel                | rugbyman français                                                                 | 56  |        |
| 25 décembre  | Argentina Brunetti        | actrice américaine                                                                | 98  |        |
| 25 décembre  | Sarat Chandra Sinha       | homme politique indien, ancien Premier ministre de l'Assam (Inde) de 1972 à 1978  | 91  |        |
| 26 décembre  | Vincent Schiavelli        | acteur américain                                                                  | 57  |        |
| 26 décembre  | Frank Schrauwen           | footballeur belge                                                                 | 57  |        |
| 28 décembre  | Patrick Cranshaw          | acteur américain                                                                  | 86  |        |
| 30 décembre  | Candy Barr                | actrice pornographique américaine.                                                | 70  | (en)   |
| 30 décembre  | Françoise Van De Moortel  | journaliste belge                                                                 | 64  |        |
| 31 décembre  | Frantiska Novotna         | doyenne des Tchèques depuis 2003                                                  | 108 |        |
| 31 décembre  | José Valle                | joueur et entraîneur de football espagnol                                         | 87  | (en)   |
| 31 décembre  | Phillip Whitehead         | homme politique britannique membre du Parlement européen                          | 67  |        |